# Alexander Hugh Holmes Stuart
Alexander Hugh Holmes Stuart, född 2 april 1807 i Staunton, Virginia, död 13 februari 1891 i Staunton, Virginia, var en amerikansk politiker (whig). Han representerade delstaten Virginias 17:e distrikt i USA:s representanthus 1841-1843. Han tjänstgjorde som USA:s inrikesminister under president Millard Fillmore 1850-1853.
Stuart studerade vid The College of William & Mary och University of Virginia. Han inledde 1828 sin karriär som advokat i Staunton.
Stuart efterträdde 1841 Robert Craig som kongressledamot. Han kandiderade utan framgång till omval i kongressvalet 1842. Han efterträdde 1850 Thomas McKennan som inrikesminister och tjänstgjorde till slutet av Millard Fillmores mandatperiod som president.
Stuart tjänstgjorde som rektor vid University of Virginia 1874-1882. Han avled 1891 och gravsattes på Thornrose Cemetery i Staunton.